# 오동초등학교 (경기)
오동초등학교는 대한민국 경기도 의정부시에 있는 공립 초등학교이다.

## 학교 연혁
- 1995.11.22 오동초등학교 설립 인가
- 2000.09.06 의정부교육청 교명 선정위원회에서 교명 선정
- 2001.03.01 초대 이용희 교장 부임
- 2001.03.02 의정부 민락초등학교에서 학생인수 2~6학년 108명 5학급 편성
- 2001.03.05 신입생 34명 입학(6학급 개교)
- 2001.03.13 병설유치원 신입생 13명 입학
- 2001.12.26 저학년동 3층 및 고학년동 4층 증축공사 완료
- 2002.02.17 제1회 졸업 20명 졸업
- 2002.03.02 초등 6학급, 유치원 1학급 편성
- 2002.09.01 11학급 편성(5학급증가)
- 2003.03.02 초등 13학급, 병설유치원 1학급 편성
- 2003.07.22 고학년 16개 교실 증축
- 2003.09.01 14학급 편성(3학년 동백반)
- 2004.03.01 제2대 정찬화 교장선생님 부임
- 2006.03.10 27학급 편성
- 2006.09.01 제3대 이상실 교장선생님 부임
- 2007.03.02 30학급 편성
- 2010.09.01 제4대 김진남 교장선생님 부임
- 2012.02.10 제11회 졸업 (총 1,359명)
- 2012.03.02 신입생 입학(남:53명, 여:66명, 총 119명)
- 2013.02.15 제12회 졸업식(218명, 총 1,577명)
- 2013.03.04 신입생 입학(남:63명, 여:56명, 총 119명)
- 2014.02.14 제13회 졸업식(193명, 총 1,770명)
- 2014.03.03 신입생 입학(남:95명, 여:86명, 총 181명)